# Biệt thức
Trong toán học, biệt thức của một đa thức là một hàm đa thức của các hệ số của nó, cho phép suy luận một số tính chất của nghiệm mà không cần tính toán chúng. Ví dụ, biệt thức của đa thức bậc 2 {\displaystyle ax^{2}+bx+c}
là 
{\displaystyle b^{2}-4ac,} là 0 nếu và chỉ khi đa thức có một nghiệm kép, và (trong trường hợp các hệ số thực) là dương khi và chỉ khi đa thức có hai nghiệm phân biệt đều là số thực.
Nói chung, đối với một đa thức có bậc tùy ý, biệt thức bằng 0 khi và chỉ khi nó có nghiệm kép, và, trong trường hợp các hệ số thực, nó là dương khi và chỉ khi số lượng nghiệm không phải là số thực là một bội số của 4 khi bậc của đa thức đó là 4 hoặc cao hơn.
Thuật ngữ "biệt thức" được đặt ra vào năm 1851 bởi nhà toán học người Anh James Joseph Sylvester.